# Alfan de Salerne
Alfan de Salerne, en latin Alfanus ou Alphanus, en italien Alfano, était un moine bénédictin et savant de l'Italie méridionale du XIe siècle, médecin de l'École de Salerne.

## Biographie
Né vraisemblablement dans les années 1010 dans une grande famille lombarde, les Guaimar, famille apparentée aux princes de Salerne, où il étudie la médecine. Il se lie d'amitié avec l'abbé Didier ou Desiderius, le futur pape Victor III (1086-1087), qui l'oriente vers la vie monastique. En 1054, il devient moine au monastère de Sainte-Sophie de Bénévent, puis au monastère du Mont-Cassin en 1056. En 1057, il est appelé auprès du pape Victor II, mourant de malaria. Il devient abbé puis archevêque de Salerne (1058), alors que la ville, capitale d'une principauté, est encore dirigée par les Lombards
En 1063, il voyage en ambassade à Constantinople, où il prend connaissance de textes grecs et byzantins, notamment ceux de Némésios. Vers 1077, il aurait reçu Constantin l'Africain. Alfan meurt en 1085.
Il existe deux Alfan qui se sont succédé comme archevêques de Salerne, et qui sont pris l'un pour l'autre selon les auteurs : Alfan I (1058-1085) et Alfan II (1086-1121). L'attribution d'œuvre à l'un ou l'autre est incertaine.

## Œuvres
Théologien, poète et médecin, traducteur de textes grecs, il est aussi architecte. Il inspire et dirige la construction de la Cathédrale de Salerne, érigée à la demande du Normand Robert Guiscard et consacrée par le Pape Grégoire VII en 1084/1085.

### Théologie
- Carmina.
- Super Evangelium.
- Vita Et Passio Sanctae Christinae Virginis Et Martyris.

### Médecine
- Premnon Physicon (Fondement de la médecine), traduction du grec en latin de l'œuvre de Nemesios.
- De quator humoribus corporis humani (Les quatre humeurs du corps humain), texte d'inspiration galénique[1].
- De Pulsibus (Sur les pouls). Texte d'inspiration byzantine[2]